# Greetje Kauffeld
Greetje Kauffeld, all'anagrafe Greetje Kloet (Rotterdam, 26 novembre 1939), è una cantante olandese, dedita principalmente ai generi pop-Schlager e professionalmente in attività dalla fine degli anni cinquanta.
Nel corso della sua carriera ha pubblicato una ventina di album da solista.

## Biografia

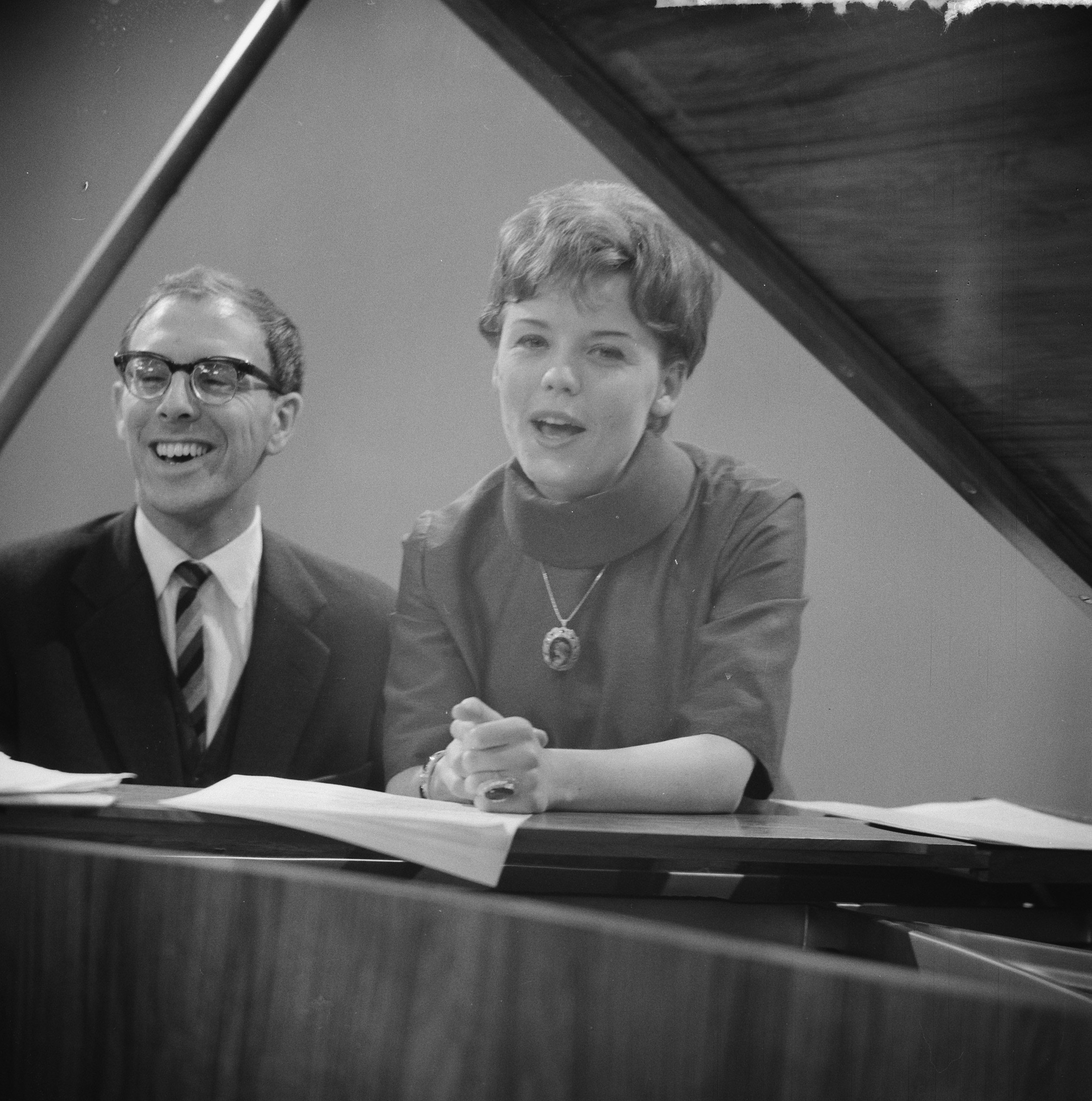
Greetje Kauffeld assieme a Dick Schallies nel 1961

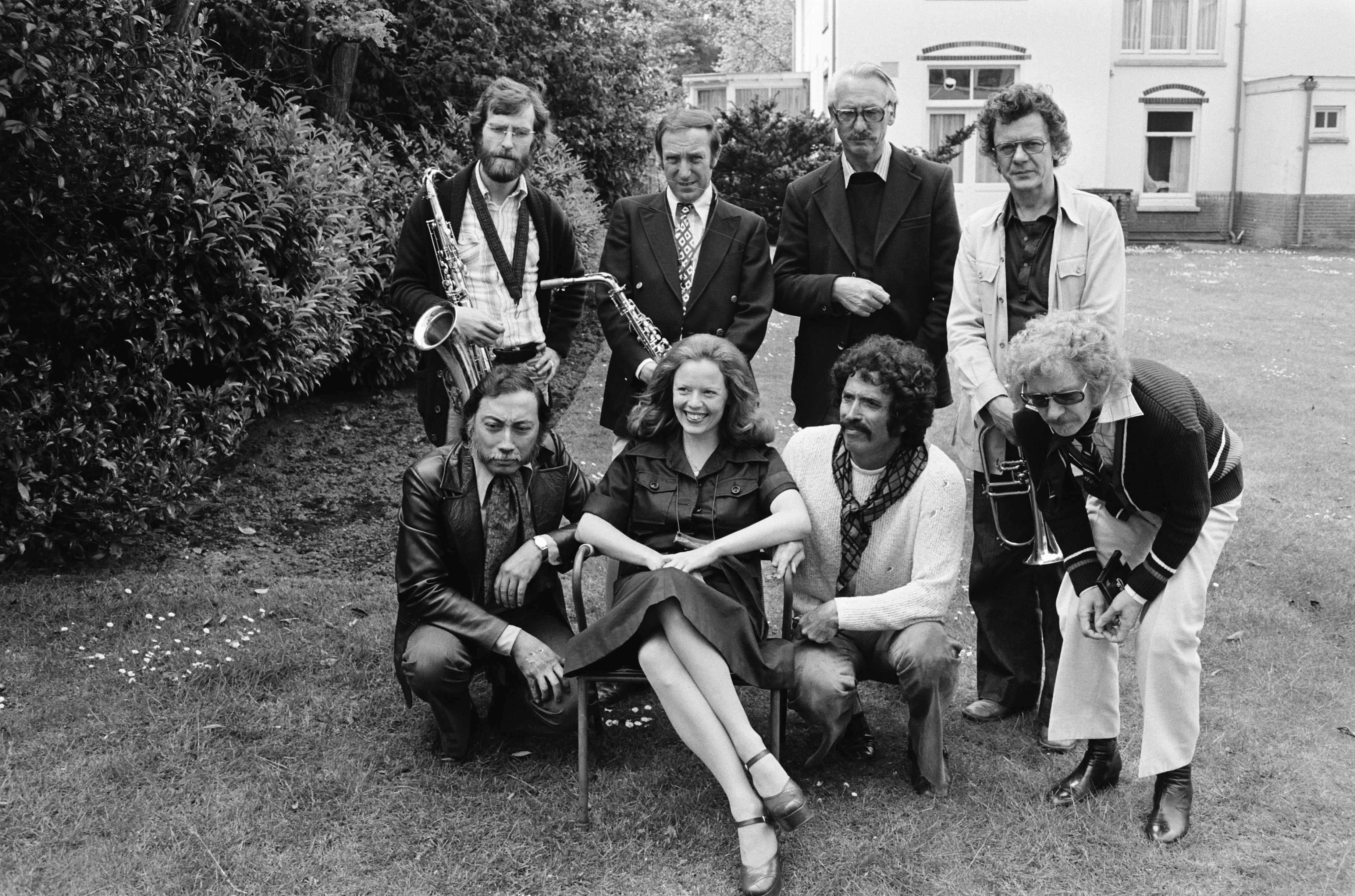
Greetje Kauffeld al Nordring Festival di Oslo nel 1975

Greetje Kloet nasce a Rotterdam il 26 novembre 1939.
Inizia al carriera nel 1957 come voce del gruppo The Skymasters.  Sin da subito, opta per il cognome della madre, Kauffeld.
Nel 1958 prende parte al Nationaal Songfestival e due anni dopo, partecipa, con il brano Wat een dag, all'Eurovision Song Contest, classificandosi al decimo posto.
Nel 1964 pubblica il suo primo album da solista, intitolato Sunday Melody.
Nel 1986 forma un trio musicale assieme al chitarrista Peter Nieuwerf e al sassofonista Ruud Blink, con i quali pubblica gli album The Song Is You (1987)  e On My Way to You (1989).
Nel 1989 riceve il Gouden Hart, il premio alla cultura della città di Rotterdam.
Tra la fine degli anni novanta e gli inizi del XXI secolo è in tournée in vari Paesi, quali la Germania (assieme a Paul Kuhn, Dirk Raufeisen e al Siggi Gerhardt Swingtett), gli Stati Uniti, l'Italia e i Paesi Bassi.

## Discografia parziale

### Album
- 1964: Sunday Melody
- 1974: And Let the Music Play
- 1980: Some Other Spring
- 1987: The Song Is You
- 1989: On My Way to You
- 1992: European Windows
- 1993: Greetje Kauffeld Live at the Kölner Philharmonie
- 1994: The Real Thing
- 1996: Greetje Kauffeld Meets Jerry Van Rooijen with Jiggs Whigham and His Rias Big Band
- 1997: Uit liefde en respect voor Gershwin
- 1997: Jeden Tag, da lieb ich dich ein bisschen mehr
- 1998: My Favorite Ballads
- 1998: On the Sunny Side of Swing
- 2005: My Shining Our
- 2017: A Song for You

## Onorificenze
- Cavaliere dell'Ordine del Leone d'Oro dei Paesi Bassi[3]